# Nouvion-le-Vineux
Nouvion-le-Vineux est une commune française située dans le département de l'Aisne, en région Hauts-de-France.

## Géographie

### Hydrographie
La commune est située dans le bassin Seine-Normandie. Elle est drainée par le cours d'eau 01 de la commune de Presles-et-Thierny, le canal 02 de la commune de Presles-et-Thierny, le cours d'eau 01 de la commune de Nouvion-le-Vinieux, le cours d'eau 02 de la commune de Presles-et-Thierny et le fossé 01 de la commune de Nouvion-le-Vineux,,.

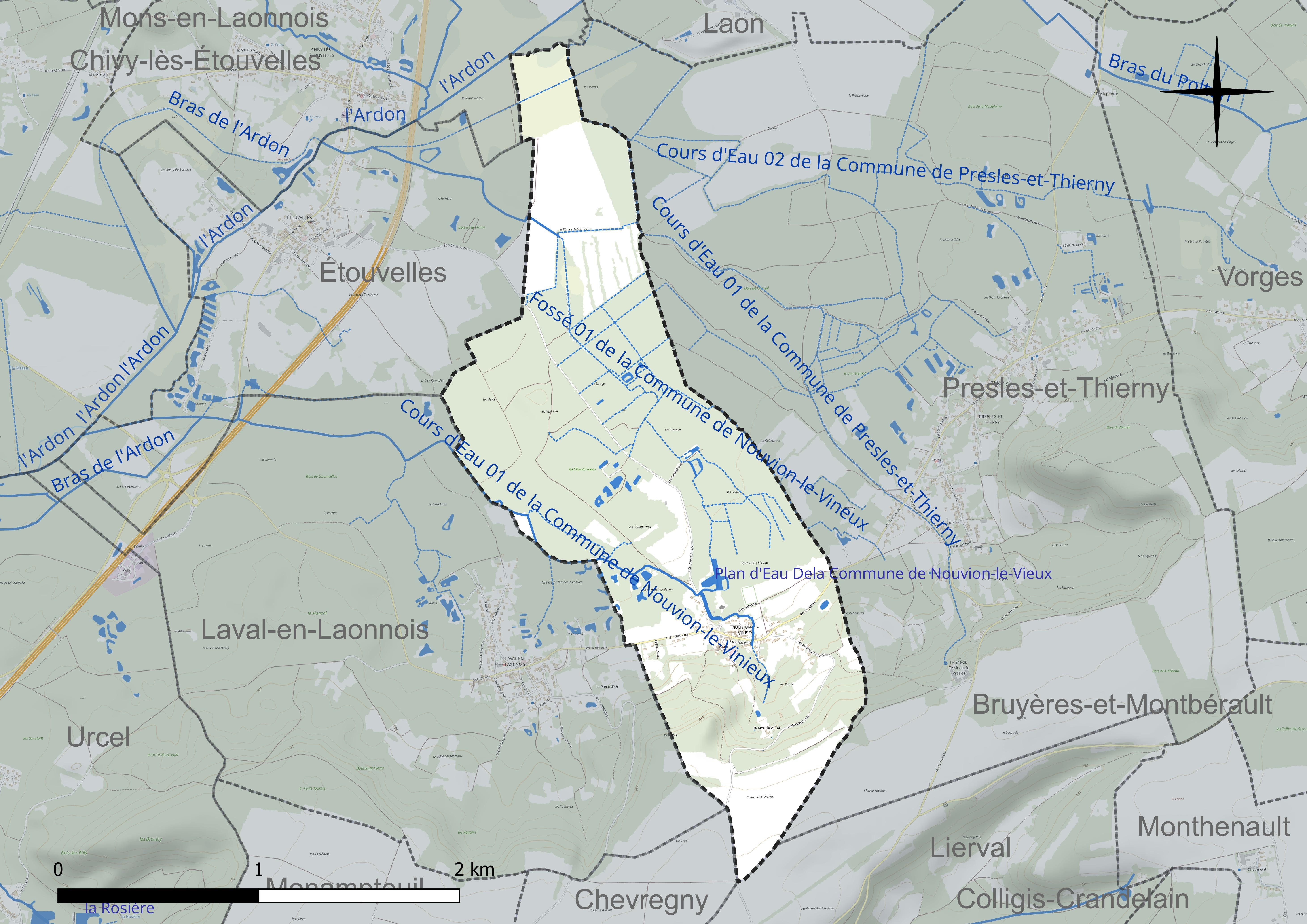
Réseau hydrographique de Nouvion-le-Vineux.

Un plan d'eau complète le réseau hydrographique : le plan d'eau Dela Commune de Nouvion-le-Vieux (0,9 ha),.

### Climat
Pour des articles plus généraux, voir Climat des Hauts-de-France et Climat de l'Aisne.
En 2010, le climat de la commune est de type climat océanique dégradé des plaines du Centre et du Nord, selon une étude du CNRS s'appuyant sur une série de données couvrant la période 1971-2000. En 2020, Météo-France publie une typologie des climats de la France métropolitaine dans laquelle la commune est exposée à un climat océanique altéré et est dans la région climatique Nord-est du bassin Parisien, caractérisée par un ensoleillement médiocre, une pluviométrie moyenne régulièrement répartie au cours de l'année et un hiver froid (3 °C).
Pour la période 1971-2000, la température annuelle moyenne est de 10,5 °C, avec une amplitude thermique annuelle de 15,2 °C. Le cumul annuel moyen de précipitations est de 773 mm, avec 12,3 jours de précipitations en janvier et 8,5 jours en juillet. Pour la période 1991-2020, la température moyenne annuelle observée sur la station météorologique la plus proche, située sur la commune de Martigny-Courpierre à 5 km à vol d'oiseau, est de 10,7 °C et le cumul annuel moyen de précipitations est de 734,4 mm,. Pour l'avenir, les paramètres climatiques de la commune estimés pour 2050 selon différents scénarios d'émission de gaz à effet de serre sont consultables sur un site dédié publié par Météo-France en novembre 2022.

## Urbanisme

### Typologie
Au 1er janvier 2024, Nouvion-le-Vineux est catégorisée commune rurale à habitat dispersé, selon la nouvelle grille communale de densité à 7 niveaux définie par l'Insee en 2022.
Elle est située hors unité urbaine. Par ailleurs la commune fait partie de l'aire d'attraction de Laon, dont elle est une commune de la couronne,. Cette aire, qui regroupe 106 communes, est catégorisée dans les aires de 50 000 à moins de 200 000 habitants,.

### Occupation des sols
L'occupation des sols de la commune, telle qu'elle ressort de la base de données européenne d'occupation biophysique des sols Corine Land Cover (CLC), est marquée par l'importance des forêts et milieux semi-naturels (68,5 % en 2018), une proportion sensiblement équivalente à celle de 1990 (68,7 %). La répartition détaillée en 2018 est la suivante : 
forêts (68,5 %), terres arables (23,5 %), zones agricoles hétérogènes (6 %), prairies (2 %).
L'évolution de l'occupation des sols de la commune et de ses infrastructures peut être observée sur les différentes représentations cartographiques du territoire : la carte de Cassini (XVIIIe siècle), la carte d'état-major (1820-1866) et les cartes ou photos aériennes de l'IGN pour la période actuelle (1950 à aujourd'hui).

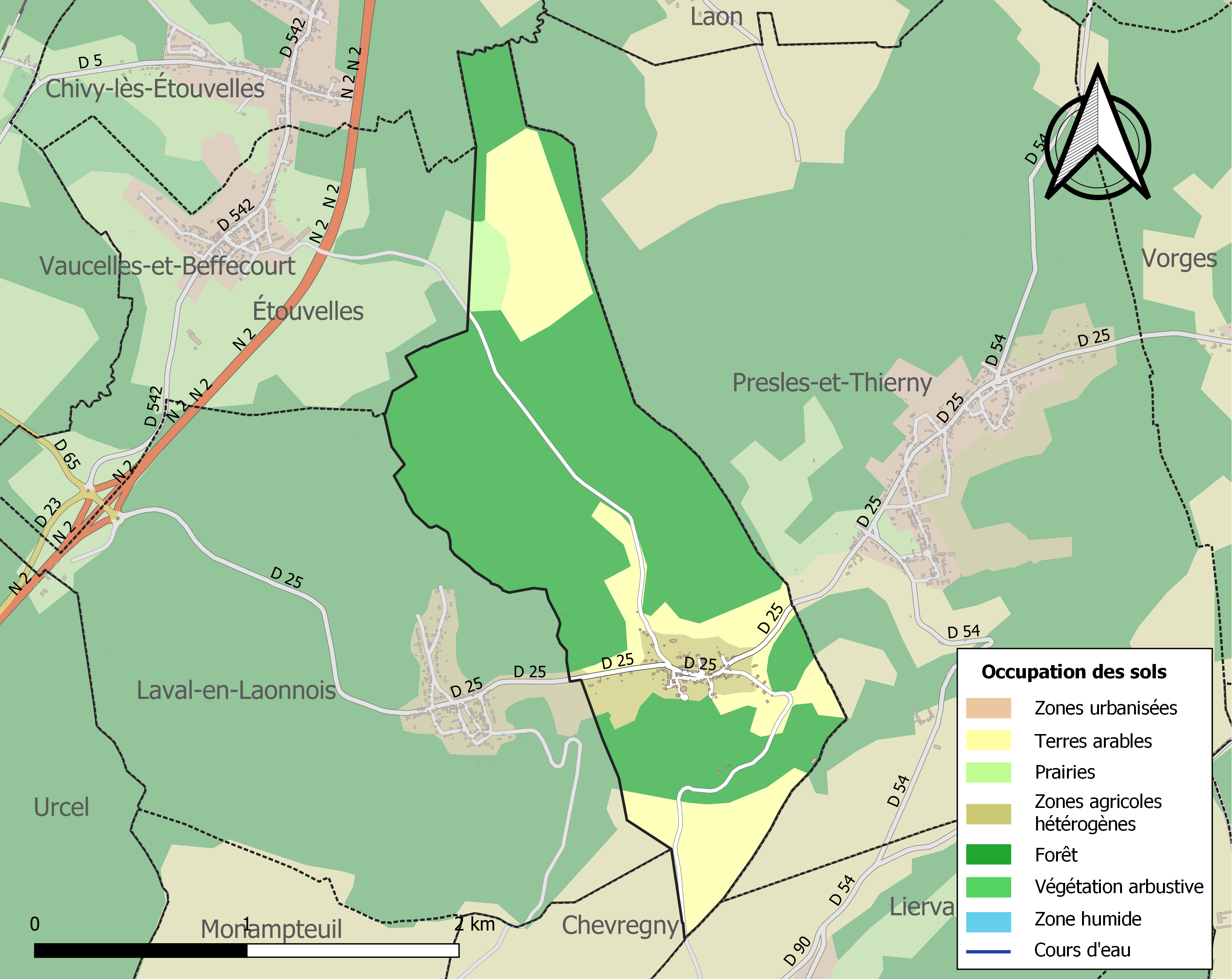
Carte de l'occupation des sols de la commune en 2018 (CLC).

## Toponymie
Le nom de la localité est attesté sous les formes Novihant (Xe siècle) ; Noviandum-Vinosum (1128) ; Noviantum-Vinosum (1136) ; Noviant (1176) ; Nouviant (1214) ; Noviantum (1267) ; Noviant-le-Vineux (1389) ; Nouviant-le-Vineux, Nouviant-le-Vigneux (1394) ; Novyant-le-Vineux (1400) ; Nouviant-le-Vingneux (1404) ; Nouvian-le-Vigneux (1408) ; Nouvian-le-Vineux (1486) ; Noviant-le-Vigneux (1490) ; Nouvyant-le-Vineux (1506) ; Nouviant-le-Vineulx (1531) ; Noviant-le-Vigneulx (1560) ; Nouviant-le-Vinneux (1582) ; Novion-le-Vigneux (1596) ; Nouvyant-le-Vigneulx (1599) ; Nouvian-le-Vignieux (1616) ; Novion-le-Vineux (1617) ; Nouvion-le-Vigneux (1630).

Nouvion : du gaulois *novientum « ville nouvelle », de l'adjectif gaulois novio « nouveau » et -ó- magos « marché ».
La présence, autrefois, d'un important vignoble explique le qualificatif -le-Vineux.

## Histoire
La culture de vigne était florissante autrefois dans la paroisse. Au XVIe siècle, les habitants de "Novion le Vineux" étaient tenus de payer une taille de vin de 100 muids par an à leur seigneur (un muid équivalant approximativement à 130 litres, cela représentait une quantité importante). Les habitants ayant demandé à payer cet impôt en argent et non en tonneaux, cette demande fut rejetée par un arrêt du parlement de Paris en 1505,.

## Politique et administration

### Découpage territorial
La commune de Nouvion-le-Vineux est membre de la communauté d'agglomération du Pays de Laon, un établissement public de coopération intercommunale (EPCI) à fiscalité propre créé le 1er janvier 2014 dont le siège est à Aulnois-sous-Laon. Ce dernier est par ailleurs membre d'autres groupements intercommunaux.
Sur le plan administratif, elle est rattachée à l'arrondissement de Laon, au département de l'Aisne et à la région Hauts-de-France. Sur le plan électoral, elle dépend du  canton de Laon-2 pour l'élection des conseillers départementaux, depuis le redécoupage cantonal de 2014 entré en vigueur en 2015, et de la première circonscription de l'Aisne  pour les élections législatives, depuis le dernier découpage électoral de 2010.

### Administration municipale

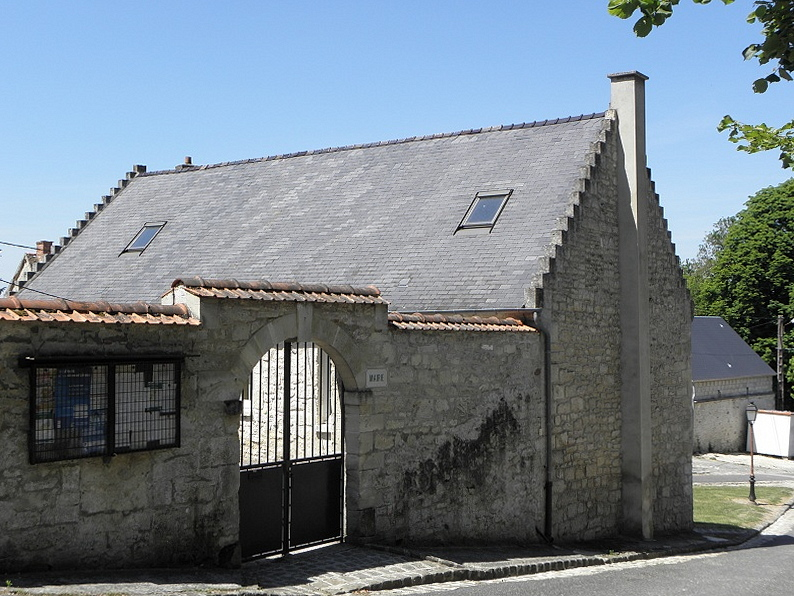
La mairie de Nouvion-le-Vineux.

| Période                                  | Période                       | Identité      | Étiquette | Qualité                                |
| ---------------------------------------- | ----------------------------- | ------------- | --------- | -------------------------------------- |
| avant 1875                               | après 1876                    | Billiart      |           |                                        |
| Les données manquantes sont à compléter. |                               |               |           |                                        |
| mars 2001                                | mars 2008                     | Rémi Dorbec   |           |                                        |
| mars 2008                                | En cours (au 13 juillet 2020) | Philippe Pire | DVG       | Ouvrier Réélu pour le mandat 2020-2026 |

## Démographie

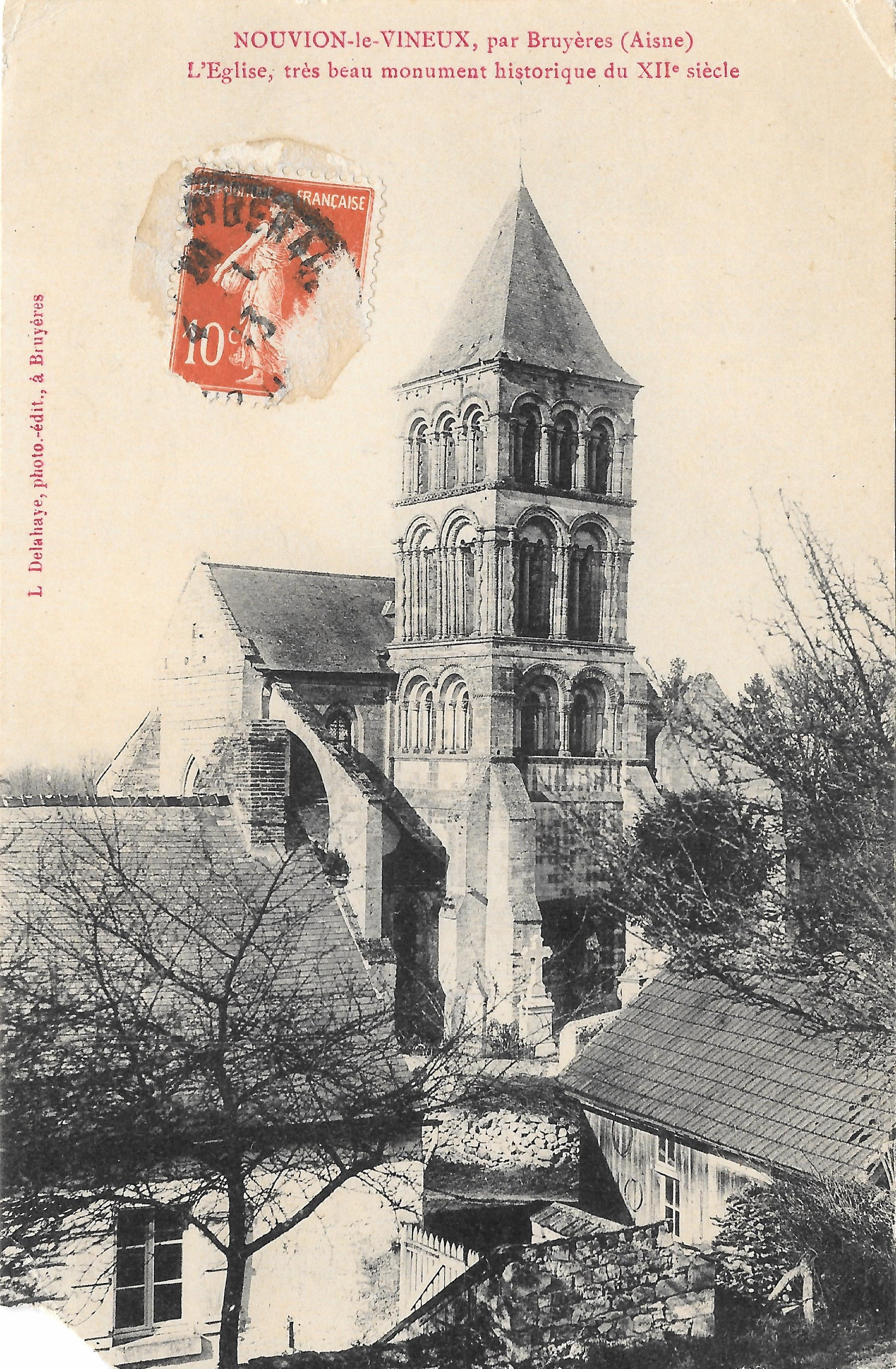
Carte postale de l'église vers 1910.

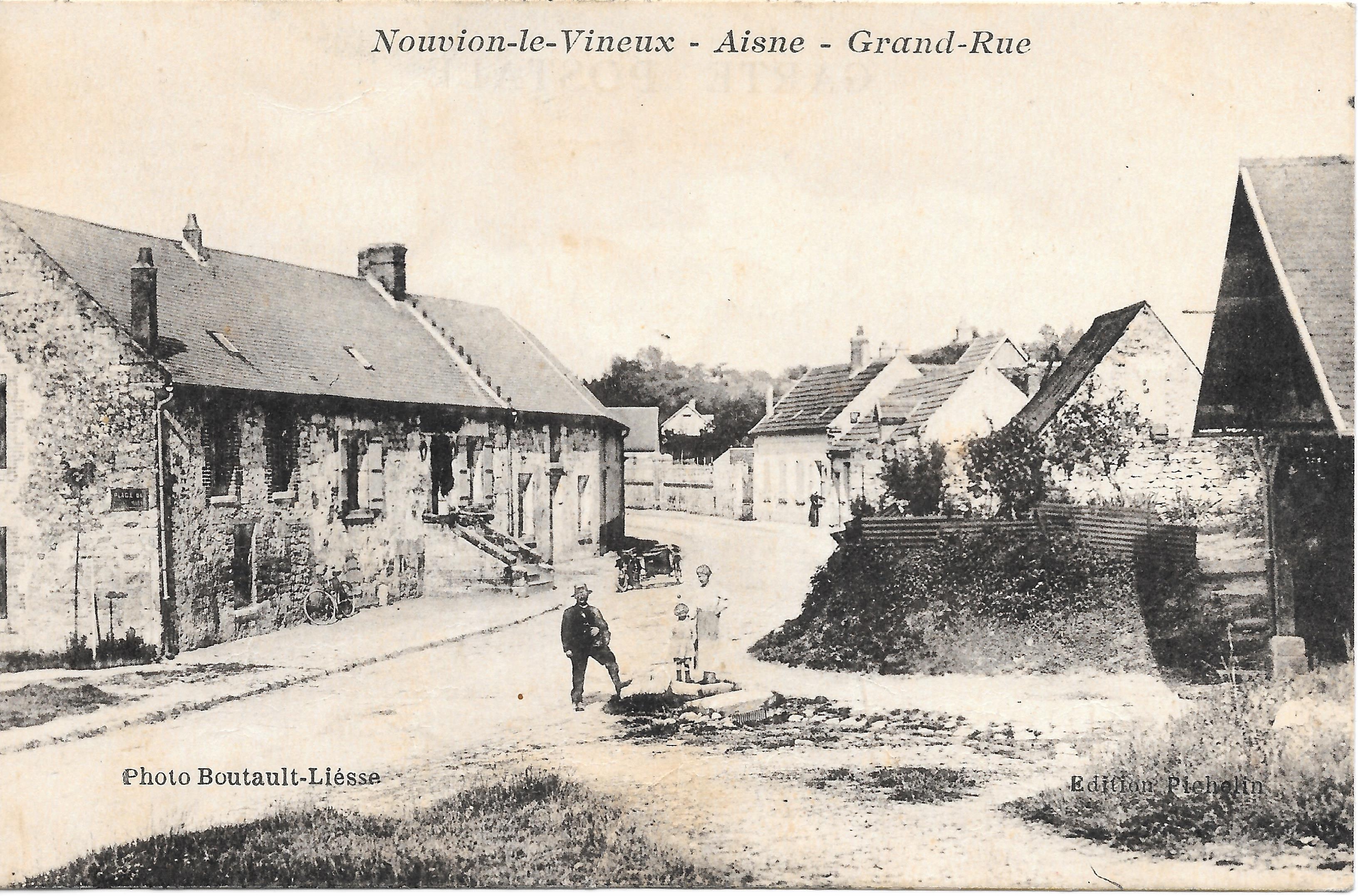
Carte postale du village vers 1913.

L'évolution du nombre d'habitants est connue à travers les recensements de la population effectués dans la commune depuis 1793. Pour les communes de moins de 10 000 habitants, une enquête de recensement portant sur toute la population est réalisée tous les cinq ans, les populations de référence des années intermédiaires étant quant à elles estimées par interpolation ou extrapolation. Pour la commune, le premier recensement exhaustif entrant dans le cadre du nouveau dispositif a été réalisé en 2005.

En 2022, la commune comptait 143 habitants, en évolution de −12,8 % par rapport à 2016 (Aisne : −1,97 %, France hors Mayotte : +2,11 %).
| 1793 | 1800 | 1806 | 1821 | 1831 | 1836 | 1841 | 1846 | 1851 |
| ---- | ---- | ---- | ---- | ---- | ---- | ---- | ---- | ---- |
| 191  | 207  | 204  | 252  | 271  | 279  | 273  | 269  | 273  |

| 1856 | 1861 | 1866 | 1872 | 1876 | 1881 | 1886 | 1891 | 1896 |
| ---- | ---- | ---- | ---- | ---- | ---- | ---- | ---- | ---- |
| 249  | 226  | 201  | 176  | 172  | 160  | 145  | 141  | 145  |

| 1901 | 1906 | 1911 | 1921 | 1926 | 1931 | 1936 | 1946 | 1954 |
| ---- | ---- | ---- | ---- | ---- | ---- | ---- | ---- | ---- |
| 121  | 113  | 119  | 81   | 85   | 87   | 83   | 83   | 99   |

| 1962 | 1968 | 1975 | 1982 | 1990 | 1999 | 2005 | 2006 | 2010 |
| ---- | ---- | ---- | ---- | ---- | ---- | ---- | ---- | ---- |
| 94   | 103  | 123  | 162  | 188  | 169  | 167  | 163  | 162  |

| 2015 | 2020 | 2022 | - | - | - | - | - | - |
| ---- | ---- | ---- | - | - | - | - | - | - |
| 162  | 147  | 143  | - | - | - | - | - | - |

## Lieux et monuments

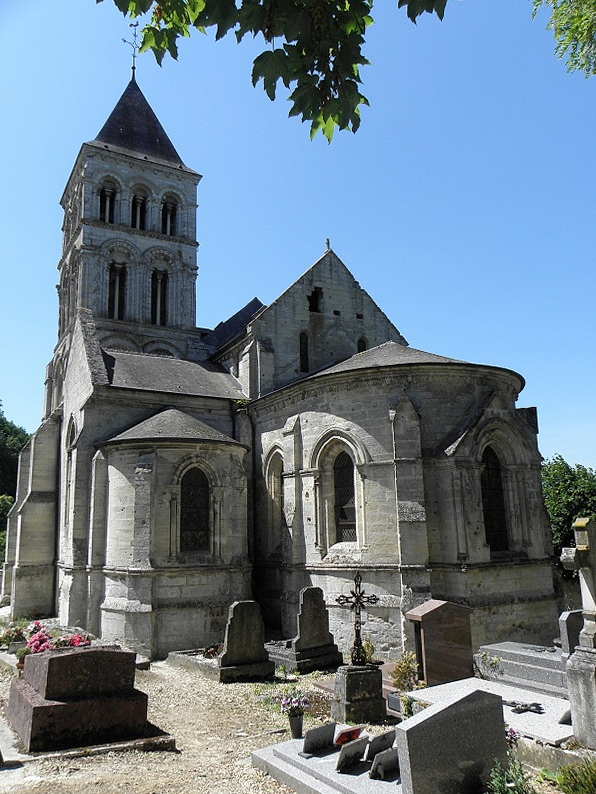
Le chevet et le clocher de l'église Saint-Martin.

- L'église Saint-Martin, classée par liste en 1862, a été construite entre le XIIe et le XIIIe siècle. Sur son flanc Sud se dresse l'un des plus beaux clochers romans du Nord de la France.
- Sépultures gallo-romaines découvertes en 1822.
- Lavoir construit en 1841.

## Personnalités liées à la commune
- Fernand Pinal (1881-1958), artiste peintre natif de l'Aisne et dont l'église de Nouvion-le-Vineux fut un sujet de prédilection. La biographie de Pinal par Léon Bocquet (parue aux Lettres Françaises en 1924) et le livre illustré de Fernand Pinal L'Orxois, un pays ignoré (réédité en 1992) évoquent ainsi l'église de Nouvion-le-Vineux.